# Liste antiker Ortsnamen und geographischer Bezeichnungen/Eb
| Lateinischer Name | Griechischer Name   | Beschreibung        | Heute             | Quellen und Verweise | Lage |
| ----------------- | ------------------- | ------------------- | ----------------- | -------------------- | ---- |
| Ebal Mons         |                     |                     |                   | Smith;               |      |
| Ebellinum         |                     |                     |                   | Smith;               |      |
| Eblana            |                     | Stadt in Hibernia   | vermutlich Dublin | Smith;               |      |
| Ebora             |                     |                     |                   | Smith;               |      |
| Eboracum          | Ἐβόρακον (Eborakon) | Stadt in Britannien | York in England   | Smith;               |      |
| Ebredunum         |                     |                     |                   | Smith;               |      |
| Ebrodunum         |                     |                     |                   | Smith;               |      |
| Ebuda             |                     |                     |                   | Smith;               |      |
| Ebura             |                     |                     |                   | Smith;               |      |
| Eburi             |                     |                     |                   | Smith;               |      |
| Eburobrica        |                     |                     |                   | Smith;               |      |
| Eburobritium      |                     |                     |                   | Smith;               |      |
| Eburomagus        |                     |                     |                   | Smith;               |      |
| Eburones          |                     |                     |                   | Smith;               |      |
| Eburovices        |                     |                     |                   | Smith;               |      |
| Ebusus            |                     |                     |                   | Smith;               |      |